# Harpalyce pringlei
Harpalyce pringlei är en ärtväxtart som beskrevs av Joseph Nelson Rose. Harpalyce pringlei ingår i släktet Harpalyce och familjen ärtväxter. Inga underarter finns listade i Catalogue of Life.